# Meketsi
Meketsi är ett berg i Algeriet.   Det ligger i provinsen Djelfa, i den norra delen av landet, 170 km söder om huvudstaden Alger. Toppen på Meketsi är 1 053 meter över havet, eller 248 meter över den omgivande terrängen. Bredden vid basen är 6,1 km.
Terrängen runt Meketsi är huvudsakligen platt, men den allra närmaste omgivningen är kuperad. Runt Meketsi är det ganska tätbefolkat, med 58 invånare per kvadratkilometer. Omgivningarna runt Meketsi är i huvudsak ett öppet busklandskap.